# 清华大学土木工程系
清华大学土木工程系是隶属于清华大学土木水利学院的一个系，是清华历史最悠久的系之一，可追溯至1916年。清华大学土木工程系培养建筑工程、地下工程、桥梁工程、道路工程、交通工程、市政工程等领域高级技术人才。

## 历史[3]

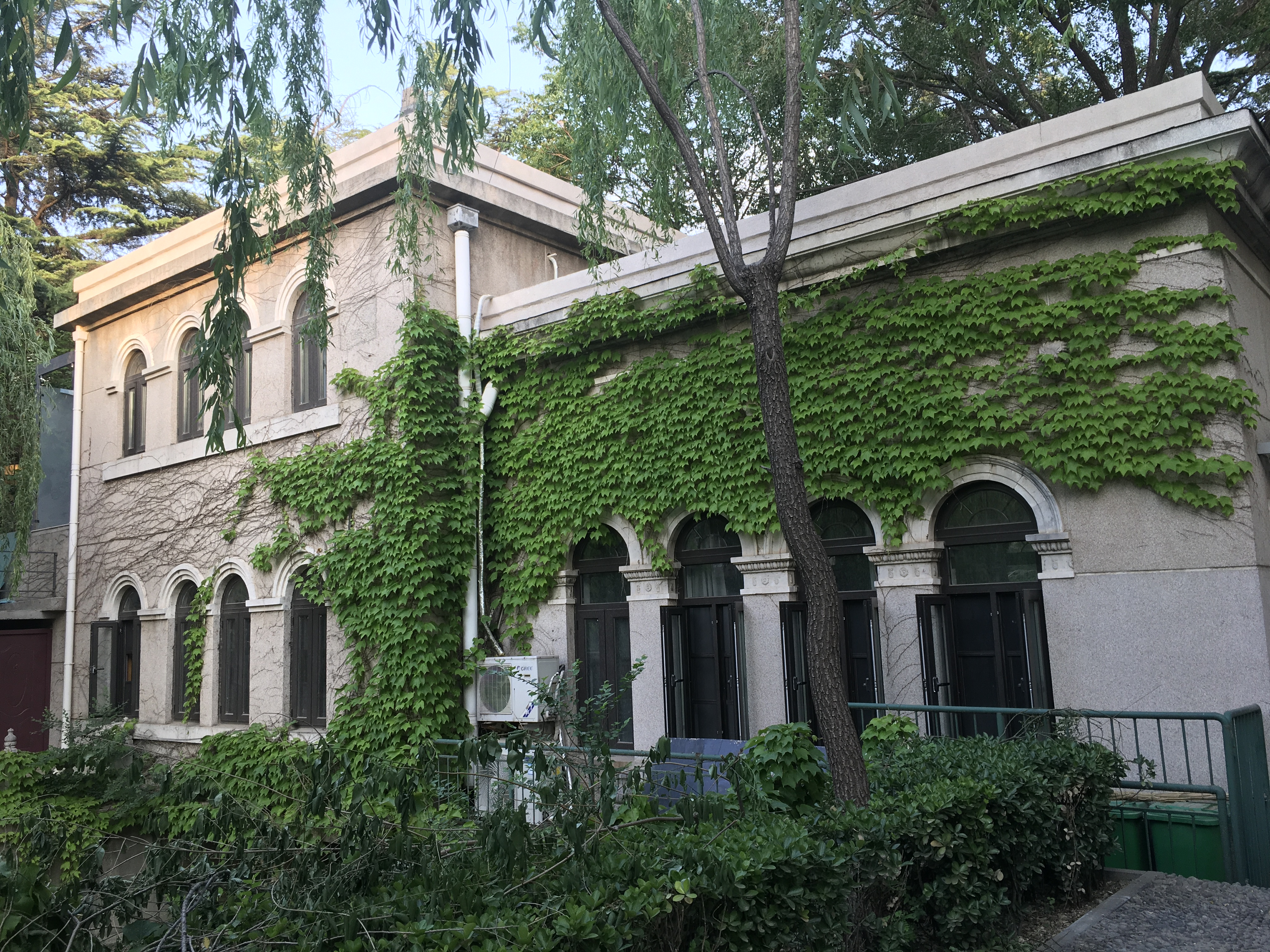
清華大學地質館

- 1916年，清华学校开始招收土木工程学科的留美专科生。
- 1926年，清华学校大学部成立工程系，内含土木科。
- 1928年，国立清华大学工学院设立土木工程系。
- 1937年，南迁，以清华土木工程系为主建立西南联大土木工程系，下设结构、铁路道路、水利、市政卫生四科。
- 1946年，随清华大学回迁清华园。
- 1952年，全国高校院系调整，北京大学、燕京大学土木系并入。
- 1952年，水利学科分离，成立水利水电工程系。
- 1960年，与建筑系合并成立土木建筑系。
- 1970年，招收第一届工农兵学员，改成建筑工程系。
- 1979年，暖通专业并入热能工程系。
- 1980年，分为建筑系、土木与环境工程系。
- 1984年，土木与环境工程系分为土木工程系、环境工程系。
- 1986年，增设建筑管理专业。
- 2000年，在土木工程系（包括建筑管理专业）、水利水电工程系基础上成立土木水利学院，同时在建筑管理专业的基础上组建了建设管理系。

## 机构

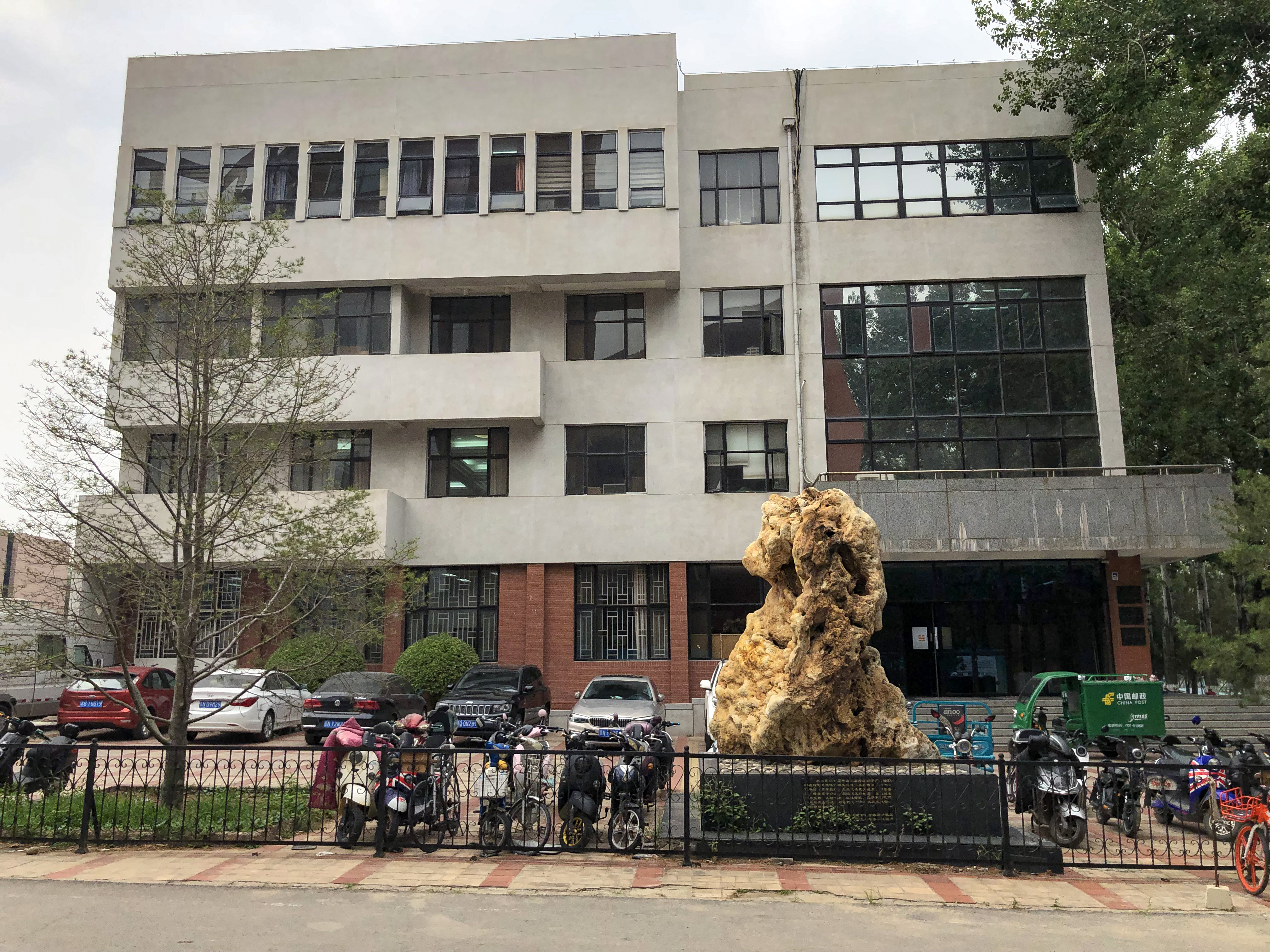
土木系館何善衡楼

- 研究所
  - 结构工程研究所
  - 地下工程研究所
  - 防灾减灾工程研究所
  - 结构力学教研室
  - 建筑材料研究所
  - 交通研究所
  - 地球空间信息研究所
  - 地理信息系统、遥感、全球定位系统研究中心
  - 建筑玻璃与金属结构研究所
- 实验室
  - 结构工程与振动教育部重点实验室
  - 工程结构实验室
  - 建筑材料实验室
  - 测量实验室
  - CAD／CAE教学训练实验室